# Livro de Tomé o Adversário

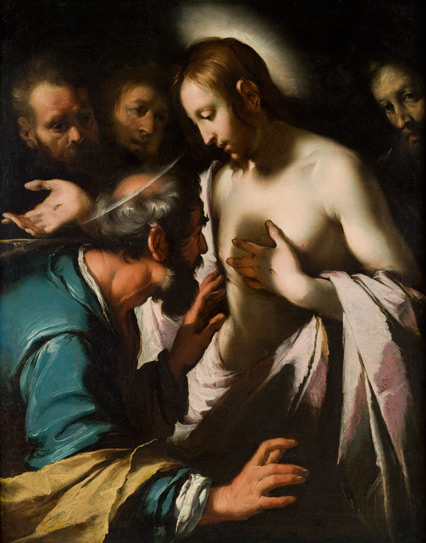
Incrédulo Tomás, pintura de Bernardo Strozzi

O Livro de Tomé o Adversário, também conhecido simplesmente como Livro de Tomé (não deve ser confundido com o Evangelho de Tomé), é um dos Apócrifos do Novo Testamento encontrados na biblioteca de Nag Hammadi.

## Título
O título da obra deriva da primeira linha do texto:
| “ | As palavras secretas que o salvador disse à Tomé (também chamado de Judas Tomé Dídimo) que eu, mesmo eu, Matias, anotei enquanto estava caminhando, ouvindo-os conversarem entre si | ” |
|   | — Atribuído a Tomé, Livro de Tomé o Adversário[a]. |   |

## Autor e Forma
Existem duas teorias sobre a composição do texto:
- A primeira propõe que, uma vez que apenas os três quintos iniciais do texto constituem um diálogo, com o resto sendo um monólogo, o texto pode ser a junção de dois textos diferentes, um diálogo e um monólogo.
- A segunda propõe, muito por conta da existência dos dois títulos, que o texto tenha se originado como uma carta com o título de "Epístola do Adversário", escrita por um judeu defensor da filosofia grega que adaptou o texto a um cenário cristão e o converteu num diálogo, de maneira similar ao que já havia sido feito com outros textos.

Uma consideração adicional é que, uma vez que o escritor é chamado de Matias, este texto pode ser realmente o agora perdido Evangelho de Matias. O diálogo também pode ser lido como uma conversa interior de Jesus com seu "eu inferior", Judas Tomé, o gêmeo (adversário pela supremacia da alma). Tanto o Tomé "duvidador" quanto o Judas "traidor" também podem ser simbólicos e relevantes na batalha interna entre o Cristo em si mesmo e sua identidade (ego).

## Conteúdo
O conteúdo deste trabalho é por vezes hiperbólico e gnóstico no estilo, no sentido de transmitir um conhecimento privado, arcano sobre o dualismo do "Bem versus Mal" e, ainda que ele careça de referências à elaborada cosmologia gnóstica, suas alusões ao Pleroma e à "Luz versus Fogo" (dualismo) claramente indicam a sua origem gnóstica:
| “ | Então o salvador continuou e disse "Oh inescrutável amor pela luz! Oh amargura do fogo que arde no corpo do homem e na sua essência, queimando dia e noite, e incendiando os seus membros e embriagando sua mente e desconcertando sua alma... Coitados de vós, escravos, pois estais presos em cavernas! Vocês riem! Numa gargalhada louca vocês comemoram! Não percebem sua perdição, não refletem sobre a sua situação e nem percebem que estão vivendo nas trevas e na morte! Pelo contrário, vocês estão embriagados pelo fogo e cheios de amargura. Sua mente está desconcertada pelo fogo que arde em vocês e doce lhes parece o veneno e os golpes dos seus inimigos! E as trevas são para vocês como a luz, pois vocês abandonaram a liberdade pela escravidão! Vocês enegreceram seus corações e rodearam seus pensamentos com idéias tolas, eu encheram seus pensamentos com a fumaça do fogo que está em vocês! | ” |
|   | — Atribuído a Tomé, Livro de Tomé, o Adversário. |   |

Pode-se argumentar que o conteúdo gnóstico dos textos na Biblioteca de Nag Hammadi é muitas vezes idêntico ao conceito transmitido por Jesus, mas a linguagem metafórica e o simbolismo é radicalmente diferente. O "Livro de Tomé o Adversário" e seus conselhos sobre como superar os "desejos / prisões" do ego diferem sobremaneira da abordagem psicológica mais prática, mais gentil, dos evangelhos canônicos e do Evangelho de Tomé.